# Tom King (baron King de Bridgwater)
Thomas Jeremy King, baron King de Bridgwater, (né le 13 juin 1933) est un homme politique britannique. Membre du Parti conservateur, il siège au Cabinet de 1983 à 1992 et est député de la circonscription de Bridgwater dans le Somerset de 1970 à 2001. Il est nommé pair à vie en 2001. 

## Biographie
Il fait ses études dans deux écoles indépendantes : à la St Michael's School, une ancienne école préparatoire pour garçons (plus tard mixte), dans le village de Tawstock dans le nord du Devon, suivie de la Rugby School (Sheriff House), un internat pour garçons en Warwickshire, avant de fréquenter l'Emmanuel College, Cambridge. 
Il est officier dans l'infanterie légère de Somerset en 1952 et pendant sa période de service national, il est détaché aux King's African Rifles. 
King est élu au Parlement lors de l'élection partielle de Bridgwater en 1970, à la suite du décès du député en exercice, Gerald Wills. 
Il entre au Cabinet en 1983 sous le premier ministre Margaret Thatcher. Après de brefs passages en tant que secrétaire à l'environnement et secrétaire aux transports, il occupe les postes de secrétaire à l'emploi et de secrétaire d'État pour l'Irlande du Nord à un moment où il s'agissait de rôles très médiatisés avec un potentiel de controverse. 
En octobre 1988, John McCann, Finbar Cullen et Martina Shanahan, tous originaires de la république d'Irlande, sont condamnés à la Winchester Crown Court pour complot en vue d'assassiner King près de son domicile dans le Wiltshire et condamnés à 25 ans de prison. Aucune preuve n'est produite au cours du procès selon laquelle les accusés appartenaient à l'IRA. Le trio est libéré après avoir purgé deux ans et demi après l'annulation de leurs condamnations. La Cour d'appel a statué que leur procès aurait pu être compromis par les commentaires de King qui a déclaré que les accusés ne devraient pas avoir le droit de garder le silence ,. L'ancien maître des rôles, Lord Denning, critique la décision de la Cour d'appel, déclarant: «La justice britannique a été trahie par la Cour d'appel, à mon avis. La justice a été rendue à Winchester Crown Court. " . 
King est ensuite secrétaire à la Défense sous le Premier ministre John Major pendant la Guerre du Golfe. Il quitte le Cabinet après les élections générales de 1992 et retourne à l'arrière-ban où il est président du Comité spécial du renseignement et de la sécurité de 1994 à 2001, période au cours de laquelle l'agent du KGB Vassili Mitrokhine fait défection pour révéler que Melita Norwood 87 ans est un espion soviétique . 
Il quitte la Chambre des communes aux élections générales de 2001 et est créé pair à vie avec le titre de baron King de Bridgwater, de Bridgwater dans le comté de Somerset le 9 juillet 2001. Il siège maintenant à la Chambre des lords et est vice-président du groupe politique du Parti conservateur sur la sécurité nationale et internationale, créé par David Cameron en 2006. 